# Loventué (departement)
Loventué is een departement in de Argentijnse provincie La Pampa. Het departement (Spaans: departamento) heeft een oppervlakte van 9.235 km² en telt 8.649 inwoners.

## Plaatsen in departement Loventué
- Carro Quemado
- Loventué
- Luan Toro
- Telén
- Victorica